# Вулиця Трускавецька (Львів)
Вулиця Трускавецька — вулиця у Франківському районі міста Львів, місцевість Боднарівка. Сполучає вулиці Кульпарківську та Стрийську та прямує вздовж межі міста.
Прилучаються вулиці Івана Пулюя, Княгині Ольги, Тролейбусна, Академіка Підстригача та Сокільницька.

## Назва
Вулиця прокладена у 1970-х роках, у 1974 році отримала назву вулиця Веселова, на честь співробітника НКВС-КДБ, який загинув у 1950-х роках у боях з частинами УПА (пам'ятник йому до 1990-х років стояв у парку поблизу перехрестя вулиць Наукової та Стрийської). Сучасна назва — з 1993 року, на честь міста Трускавець на Львівщині.

## Забудова
Забудова вулиці розпочалася у 1970-х роках і складається переважно з будівель промислово-офісного призначення, від початку 2000-х років вулиця Трускавецька забудовується.
№ 3Б. Житловий комплекс «Парус Смарт», введений в експлуатацію у третьому кварталі 2019 року. До складу житлового комплексу шість багатоквартирних житлових будинків з вбудованими та прибудованими приміщеннями громадського призначення, підземним та надземним паркінгами, дошкільним навчальним закладом, трансформаторною підстанцією.
№ 5. Офісний центр.
№ 11Б. За цією адресою збудують дворівневий паркінг з вбудованими торговими приміщеннями, адміністративно-офісними приміщеннями у верхніх поверхах та даховою котельнею. Передбачається, що на підземному паркінгу буде 148 місць для паркування автомобілів, ще 46 місць для паркування автомобілів буде на відкритих автостоянках. Реалізовуватиме будівництво львівське ТОВ «Аметрин».
На території, обмеженої вулицями Трускавецькою та Пулюя у місті Львові планують побудувати міський архів. Згідно проєкту архітектора Ігора Крупи, на відведеній для будівництва міського архіву ділянці, площею 0,56 га, передбачене будівництво двох основних чотириповерхових корпусів архіву, поєднаних надземним переходом. Також детальним планом території пропонується на відведеній для формування території ліцею імені Івана Пулюя ділянці, площею 2,24 га влаштування в південній частині, за існуючим стадіоном, додаткових спортивних майданчиків для гандболу, баскетболу та тенісу.